# Гертруда Саксонська
Гертруда Саксонська (нім. Gertrud von Sachsen; 1030, Швайнфурт —1113, Верне) — графиня Голландська та Фландрська, дружина в першому шлюбі Флоріса I, Графа Голландського, в другому — графа Фландрського, Роберта I. Мати Берти Голландської, дружини короля Франції Філіпа I.
Була регентом Голландії протягом 1061—1067 років в період малолітства її сина, Дірка V, та регентом Фландрії у 1086—1093 роках

## Біографія
Народилася в сім'ї саксонського герцога Бернхарда II. Близько 1050 року вийшла заміж за Флоріса І. Після його смерті у 1061 році їхній син Дірк V став графом Голландії, і, оскільки він був ще малим, Гертруда була при ньому регентом до 1067 року.
1063 року Гертруда вийшла заміж за герцога Фландрії, Роберта І, другого сина Бодуена V, внаслідок чого імперська Фландрія опинилася в руках Дірка V як апанаж. У 1086 році Роберт вирушив у паломництво до Єрусалима. З цього часу та до 1093 Гертруда була регентом Фландрії.